# Tom Dillmann
Tom Dillmann (Mulhouse, 6 april 1989) is een Frans autocoureur. Hij nam deel aan kampioenschappen als de Eurocup Formule Renault 2.0, de Formule 3 Euroseries, het Italiaanse Formule 3-kampioenschap en het Duitse Formule 3-kampioenschap, waar hij in 2010 kampioen werd. Daarnaast werd hij in 2016 de eerste kampioen in de Formule V8 3.5.

## Carrière
Tom Dillmann is de zoon van voormalig autocoureur, monteur en teammanager Gerard Dillmann. Hij begon zijn carrière bij het winnen van het regionale Alsace zeepkistenkampioenschap in 1999. Van 2000 tot 2002 reed hij in karts in mini- en juniorklassen met een regionale titel en een vierde plaats in het Franse kampioenschap. In 2003, toen hij 14 jaar oud was, testte hij een prototype die gemaakt werd door zijn vader. Hij reed de auto aangedreven door een motor uit een motor op een circuit en op ijs.

### Eenzitters
In 2004, toen hij 15 jaar oud was, nam Dillmann deel aan de Belgische Formule Renault 1.6. In een familieteam gerund door zijn vader eindigde hij als vijfde in het kampioenschap met een overwinning op Spa-Francorchamps en drie overige podiumplaatsen.
Dillmann ging in 2005 rijden in de Eurocup Formule Renault 2.0 voor het team Prema Powerteam naast Kamui Kobayashi. Nadat hij switchte naar Cram Competition na de eerste drie racerondes, besliste hij door zijn gebrek aan ervaring om te stoppen met het seizoen om zich voor te bereiden op het volgende seizoen.
Dillman tekende in 2006 een contract met SG Formula voor de Eurocup en enkele races van het Franse Formule Renault-kampioenschap. In de eerste helft van het seizoen nam hij weinig deel door een linkervoetblessure na een vierde plaats op Zolder. Hij behaalde zijn eerste podium in Misano en eindigde het jaar sterk. Hij won zijn eerste race in Le Mans in het Franse kampioenschap en een andere overwinning vanaf pole position op Magny-Cours en twee tweede plaatsen in de Eurocup-finale in Barcelona achter kampioen Filipe Albuquerque.
Hij werd daarna uitgenodigd door Helmut Marko voor een Red Bull shoot-out in Estoril. Hij testte een Formule 3-wagen en werd samen met Jean Karl Vernay de eerste Fransman in het Red Bull Junior Team.

### Formule 3
Dillmann ging in 2007 met de financiële support van Red Bull rijden in het hoge niveau Formule 3 Euroseries voor het team ASM. Tom was de jongste coureur op de grid en zijn teamgenoten waren Romain Grosjean, Nico Hülkenberg en Kamui Kobayashi. Hij maakte indruk in het pre-seizoen maar een crash in Nogaro had grote consequences. Hij hield er een gebroken borstbeen en een gebroken wervelbeen aan over.
Tom was twee maanden later terug in het tweede raceweekend van het seizoen op Brands Hatch en een paar weken later op de Norisring behaalde hij zijn eerste podium in de Formule 3. Hij finishte zijn rookieseizoen als negende in het kampioenschap met ups en downs inclusief een vierde plaats in Zandvoort en twee podiumfinishes in Barcelona.
Aan het begin van 2008 werd hij de rookie en testcoureur van A1GP-team A1 Team Zwitserland. De racecoureur was Neel Jani en het team werd wereldkampioen.
In 2008 besliste Red Bull om Dillmann in zijn voormalige Formule Renault-team, maar huidige Formule 3-team, SG Formula, te plaatsen. Na drie onsuccesvolle raceweekenden werd hij ontslagen uit het programma voor het niet vinden van het budget dat Red Bull vroeg.

### Na Red Bull
Tom reed opnieuw met het Zwitserse team Jo Zeller Racing twee maanden later op de Nürburgring. Deze comeback in de Formule 3 was een grote wraak, hij behaalde een podium en een vijfde plaats waarmee hij alle Red Bull-coureurs versloeg. Hij eindigde het jaar in het Italiaanse Formule 3-kampioenschap voor het team Europa Corse, waarin hij vier podiums in zes races behaalde.
Omdat HBR Motorsport behoefte had aan een snelle en ontwikkelende coureur, brachten ze hem terug op de grid van de Formule 3 Euroseries in 2009. Hij eindigde het seizoen in het Duitse Formule 3-kampioenschap voor dezelfde reden voor het Oostenrijkse team Neuhauser Racing. Aangedreven door de underdogmotor van Mercedes behaalde Dillmann in deze races meer punten dan alle andere coureurs. In 6 races behaalde hij 3 overwinningen, 3 pole positions, 5 podiumplaatsen en 2 snelste ronden.

### De titel in 2010
In 2010 gaat Dillmann een volledig Duits Formule 3-seizoen rijden voor het team HS Technik. Het kampioenschap wordt door het paddock en de media gezien als het zwaarste niveau sinds acht jaar en sinds het begin van de Formule 3 Euroseries. Tom Dillmann versloeg de favorieten van het team Van Amersfoort Racing en hun Volkswagen-coureur Daniel Abt. Met 6 overwinningen, 7 pole positions en 10 snelste ronden werd hij de eerste Franse coureur die de titel in de Duitse Formule 3 pakt.
Hij reed ook de openingsrace van de Italiaanse Formule 3 voor het nieuwe team Victoria. Dillmann was tweede in het kampioenschap na het eerste raceweekend maar besliste om zich te focussen op de Duitse titel omdat de kampioenschappen sommige races in een weekend hebben.
Dillmann testte voor de eerste keer een Formule Renault 3.5 Series-auto in Alcaniz op 21 oktober 2010. Hij werd hier uitgenodigd door Renault Sport, met alle Formule 3- en Formule Renault-kampioenen over de hele wereld. Dillmann zette de snelste tijd van de sessie neer, waarbij hij Williams F1-testrijder Valtteri Bottas versloeg.

### GP3
Op 2 maart 2011 werd bekend dat Dillmann in 2011 mag rijden in de GP3 voor het team Carlin, met Conor Daly en Leonardo Cordeiro als teamgenoten. In de eerste race op Istanbul Park behaalde hij meteen pole position, maar hij eindigde de race slechts als derde. Na dit raceweekend vertrok hij echter bij Carlin, om vanaf de ronde op het Valencia Street Circuit bij Addax Team Dominic Storey te vervangen. Uiteindelijk eindigde Dillmann als veertiende in het kampioenschap met 15 punten.

### GP2
Aan het eind van 2011 reed Dillmann in de GP2 Series in de GP2 Final op het Yas Marina Circuit voor het team iSport International. In de eerste race eindigde hij als zesde en in de tweede race als derde, waarmee hij als zesde eindigde van de 26 deelnemers, en achter James Calado eindigde als beste GP3-coureur van 2011.
In 2012 ging Dillmann voor het GP2-team Rapax rijden, naast Ricardo Teixeira. In het derde raceweekend op het Bahrain International Circuit behaalde hij zijn eerste GP2-overwinning in de tweede race. Voor de ronde op Silverstone raakte hij zijn zitje kwijt aan Daniël de Jong, die het weekend ervoor al het zitje van de zieke Teixeira overnam. Door verplichtingen van De Jong in de Auto GP kreeg Dillmann zijn zitje terug voor de ronde op de Hockenheimring, maar daarna werd hij opnieuw vervangen door De Jong en later door Stefano Coletti. Hij eindigde het seizoen als vijftiende met 29 punten als beste coureur die niet het gehele seizoen deelnam.
In 2013 reed Dillmann voor het nieuwe team Russian Time, dat iSport had overgenomen. Hij behaalde één pole position op de Hungaroring en werd met twee podiumplaatsen op Silverstone en het Autodromo Nazionale Monza tiende in het kampioenschap met 92 punten.
In 2014 zou Dillmann oorspronkelijk aanblijven bij Russian Time. Door het overlijden van teambaas Igor Mazepa beëindigde Motopark Academy de samenwerking met het team en werd het overgenomen door iSport. Dillmann werd hierdoor vervangen door Mitch Evans. Voorafgaand aan het tweede raceweekend in Barcelona mocht hij echter instappen bij Arden International om de geblesseerde André Negrão te vervangen. Voor het zesde raceweekend op Hockenheim verliet Alexander Rossi het team Caterham Racing, waarna Dillmann hem mocht vervangen, terwijl Rossi naar Campos Racing vertrok.

### Formule Renault 3.5 Series
In 2015 maakte Dillmann zijn debuut in de Formule Renault 3.5 Series voor het team van Carlin, waar hij naast Sean Gelael plaatsnam. Met podiumplaatsen op het Circuit de Monaco en het Circuit Paul Ricard en een pole position op het Circuito Permanente de Jerez eindigde hij als zevende in het kampioenschap met 122 punten.
In 2016 veranderde het kampioenschap naar naam naar de Formule V8 3.5 en stapte Dillmann over van Carlin naar het team AVF, waar hij uitkwam naast Alfonso Celis Jr. Hij behaalde tijdens het seizoen twee overwinningen op de Hungaroring en de laatste race van het seizoen op het Circuit de Barcelona-Catalunya. Met deze laatste overwinning haalde Dillmann zijn concurrent Louis Delétraz in en werd hij de eerste kampioen van de Formule V8 3.5 met 237 punten.

### Formule E
In 2017 maakte Dillmann zijn debuut in de Formule E tijdens de ePrix van Parijs bij het team Venturi als vervanger van Maro Engel, die op dat moment verplichtingen had in de DTM. In deze race behaalde hij direct zijn eerste puntenfinish met een achtste plaats. In de rest van het seizoen mocht hij vaste coureur Stéphane Sarrazin vervangen, die op zijn beurt vertrok naar het team van Techeetah.